# ناکانو ۳۴۳۱
سیارک ۳۴۳۱ (به انگلیسی: 3431 Nakano، نامگذاری:1984QC) سه هزار و چهارصد و سی و یکمین سیارک کشف شده‌است که در ۲۴ اوت ۱۹۸۴ کشف شد.
قدر مطلق سیارک برابر ۱۰٫۳۰ است.